# Sang-ui-won
Sang-ui-won è un film del 2014 diretto da Lee Won-suk.

## Trama
Corea, periodo della dinastia Joseon. Dol-Seok è il miglior maestro artigiano incaricato dell'abbigliamento della famiglia reale. Kong-Jin è un genio come designer e viene portato a palazzo dal nobile Pan-Soo che per primo ha notato il suo talento. Tra i due nasce un forte astio circa le scelte dell'abbigliamento regale e il re e la regina saranno costretti ad intervenire per riportare tutto alla normalità.

## Produzione
Le riprese, iniziate il 21 febbraio 2014, sono terminate il 2 luglio 2014.